# Economistul
Economistul este o revistă lunară de factură economică din România.
Publicația a fost lansată ca cotidian la data de 29 iunie 1990, ca publicație a Asociației Generale a Economiștilor din România (AGER).
La acel moment, directorul publicației și redactor-șef era Ioan Erhan, Adrian Vasilescu redactor-șef adjunct, iar secretar general de redacție - Mihai Coman.
Publicația era editată de AGER.
În prezent revista Economistul este editată de Asociația pentru Studii și Prognoze Economico-Sociale (ASPES), fiind una dintre cele mai longevive mărci din presa economică românească post-decembristă și se definește pe sine drept o publicație premium de cultură și civilizație economică.
- Circulația revistei este una elitistă și se difuzează permanent în mediile academic, de afaceri și al autorităților publice.
- Revista este difuzată la Președinția României, Guvern și ministere, Parlament, Banca Națională a României, Curtea de Conturi, precum și la alte instituții publice centrale și locale. Este partener strategic al Consiliului Național al Întreprinderilor Private Mici și Mijlocii (CNIPMMR), al Asociației Oamenilor de Afaceri și al altor structuri patronale. Circulă în mediul educației și cercetării economice, la Academia Română, Consiliul Național al Rectorilor, Asociația Facultăților de Economie din România, precum și organizații profesionale de excelență din zona economiei și conexe: Corpul Experților Contabili și Contabililor Autorizați din România (CECCAR), cu care a dezvoltat o relație deosebită, comunități ale auditorilor financiari externi (KPMG, PWC, Deloitte, Ernst&Young), a consultanților fiscali, avocaților și notarilor publici.

Totodată, publicația Economistul este difuzată constant și în zona diplomatică, atât cea străină din țară, cât și cea românească din străinătate.
În iunie 2015,publicația Economistul a împlinit 25 de ani de la prima sa apariție.